# Leonid Ščerbakov
Leonid Michajlovič Ščerbakov (in russo Леонид Михайлович Щербаков?; Olebino, 7 aprile 1927 – Mosca, 19 maggio 2004) è stato un triplista sovietico.

## Palmarès

### Olimpiadi
- Argento a Helsinki 1952 nel salto triplo.

### Europei
- Oro a Bruxelles 1950 nel salto triplo.
- Oro a Berna 1954 nel salto triplo.